# Gare de Salquenen
La gare de Salquenen (en allemand : Salgesch) est une gare ferroviaire située dans la commune de Salquenen, dans le canton du Valais. 

## Situation ferroviaire
Établie à 575,9 mètres d'altitude, la gare de Salquenen est située au point kilométrique 112,32 de la ligne du Simplon, entre les gares de Sierre (en direction de Lausanne) et de Loèche (en direction de Brigue).
Elle est dotée de deux voies encadrées par deux quais latéraux.

## Historique

L'ancienne gare de Salquenen en 1905

La gare a été construite lors du prolongement de la ligne de chemin de fer du Simplon entre Sierre et Loèche en 1877. La ligne sera prolongée jusqu'à Brigue en 1878.
Un doublement de la ligne entre Sierre et Salquenen a été réalisé en 1967. La nouvelle voie a été ouverte à la circulation le 25 mai 1967 . En 1969, les CFF ont modernisé les installations techniques afin de pouvoir les télécommander depuis la Gare de Sion et ont également installé un distributeur de billets.
En 1970, un passage à niveau routier est remplacé par un passage sous voie pour une plus grande sécurité. 
Le tracé des voies en gare de Salquenen a dû être modifié en raison de l'ouverture du tunnel à double voie entre Salquenen et Loèche (7 novembre 2004) afin de permettre la circulation des trains à une vitesse de 120 km/h. Ces travaux ont entraîné une transformation complète de la gare de Salquenen avec la construction de nouveaux quais, rampes d'accès et d'un nouveau passage inférieur pour les voyageurs ainsi que de deux parois anti-bruits. Ces travaux se sont déroulés entre 1998 et 2003.

## Service des voyageurs

### Accueil
Comme pour la plupart des petites gares des CFF en Suisse, les guichets pour la distribution des billets ont été fermés et remplacés par un distributeur automatique de titres de transport. Les achats de titres de transport peuvent également être effectués avec une application Mobile CFF.

### Desserte
La gare de Salquenen est desservie toutes les demi-heures par les trains du réseau express régional valaisan dont un reliant Monthey à Brigue et un deuxième prolongé jusqu'à Saint-Gingolph.

### Intermodalité
La gare est desservie au niveau de l'arrêt Salgesch, Bahnhof par la ligne interurbaine 461 relie la gare de Sierre à la commune de Varonne. Cette ligne est exploitée par la compagnie Auto Leuk-Leukerbad.